# Капустиноярский район
Капустиноярский район — административно-территориальная единица в составе Астраханской области, существовавшая в 1944—1956 годах. Центром района было село Капустин Яр.
Капустиноярский район был образован мае 1944 года из части Владимировского района. В 1945 году включал 4 с/с: Капустиноярский, Покровский, Полого-Займищенский и Солянский.
В апреле 1956 года Капустиноярский район был упразднён с передачей территории во Владимировский район.